# Nowy Brus
Nowy Brus – wieś w Polsce położona w województwie lubelskim, w powiecie włodawskim, w gminie Stary Brus.
| SIMC    | Nazwa   | Rodzaj    |
| ------- | ------- | --------- |
| 1025769 | Grądzik | część wsi |

Spis powszechny z 1921 roku nie wyróżniał Nowego i Starego Brusa. Dopiero mapa wojskowa z 1938 roku informuje, że część wsi Brus miała nazwę Brus Nowy. W tym czasie było tu 54 domy, obok był folwark leżący na południowy wschód od Brusa Nowego. W latach 1975–1998 miejscowość administracyjnie należała do województwa chełmskiego. 
Wieś jest sołectwem w gminie Stary Brus. Według Narodowego Spisu Powszechnego z roku 2011 wieś liczyła 125 mieszkańców.
Wierni Kościoła rzymskokatolickiego należą do parafii Matki Bożej Częstochowskiej w Starym Brusie.